# 오케가와 스토커 살인 사건

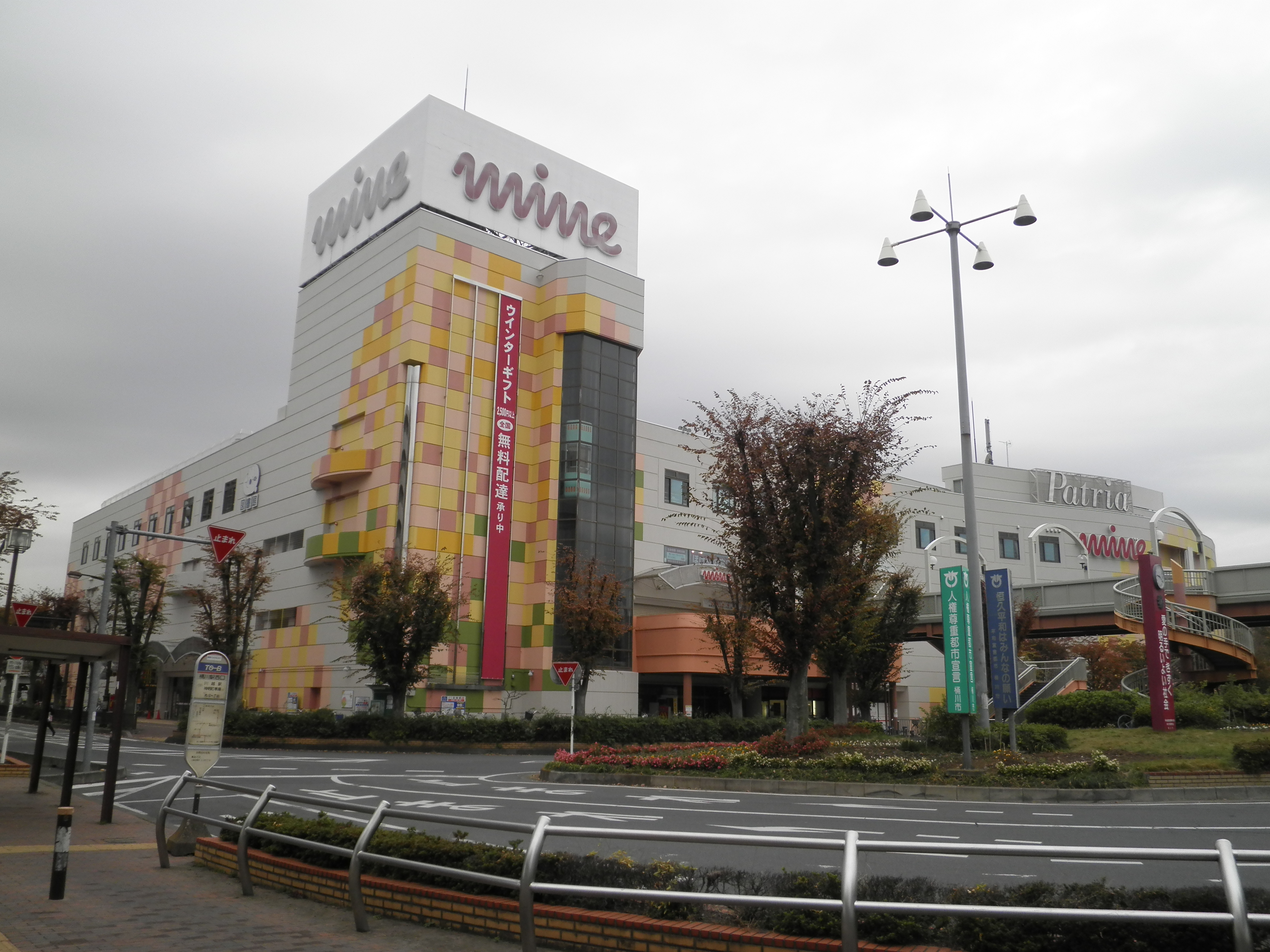
사건 현장 부근

오케가와 스토커 살인사건(일본어: 桶川ストーカー殺人事件)은 1999년 일본 사이타마현 오케가와시에서 일어난 살인사건이다.

## 개요
1999년 10월 26일, 오케가와시의 오케가와역 앞에서 여대생 A씨(당시 21세)가 전 남자친구 코마츠 카즈토(당시 27세)와 그 형 코마츠 타케시(당시 32세), 형제의 사주를 받은 쿠보타 요시후미(당시 34세), 이토 요시타카(당시 32세), 카와가미 사토시(당시 31세)에게 살해당한 사건이다.
피해자와 가족들은 살해되기 4개월 전부터 가해자에게 스토커 피해를 당하였다. 피해사실을 사이타마현 경찰서에 몇 번이고 신고하고 가해자를 고소하기까지 했지만, 경찰들은 제대로 받아주기는커녕 고소를 없는 것으로 하려고 수작을 부렸다. 이와 같이, 사이타마현과 아게오서는 무책임하게 이 사건을 대하고 조사했던 것으로 밝혀졌다.  사이타마현 경찰은 이 일에 대해 사죄, 아게오서 경찰 3명이 징계를 받고 면직, 집행유예 3년 징역형을 내렸으며 상관 5명의 월급 1~4개월분이 5~10% 감봉되었다. 피해자 유족은 "가해자와 경찰들이 피해자를 살해한 것이다."라고 말하며 울분을 터뜨렸다.
이처럼, 스토킹 살인 사건은 동기없는 묻지마 살인이 급증했던 과거와는 달리, 보복 살인과 같은 또 다른 차원의 흉악 범죄로 이어져 일본 시민에게 큰 충격을 안겨주었다. '민사불개입'을 이유로 막을 수 있었던 사건을 막지 못한 경찰의 대응과 법의 부조리를 개선하기 위해, 피해자 신변 보호 차원에서 스토커 규제법(ストーカー規制法)이 동아시아 국가에서 최초로 법제화되었다.

## 같이 보기
- 탐사보도